# Un banc au soleil
Un banc au soleil est une œuvre autobiographique de Georges Simenon, publiée pour la première fois aux Presses de la Cité en février 1977. 
L'œuvre est dictée à Lausanne (Vaud), 12 avenue des Figuiers, du 8 avril au 17 juin, puis à Saint-Sulpice près de Lausanne (hôtel du Débarcadère), du 2 juillet au 2 août 1975 ; elle est révisée en février 1976.
Elle appartient à ses Dictées.